# Mato Neretljak
Mato Neretljak (Orašje, 1979. június 3. –) horvát válogatott labdarúgó.
A horvát válogatott tagjaként részt vett a 2004-es Európa-bajnokságon.

## Sikerei, díjai
Hajduk Split
- Horvát bajnok (2): 2003–04, 2004–05
- Horvát kupagyőztes (1): 2002–03